# Manuel Jesús Ortiz
Manuel Jesús Ortiz Faúndez ist ein ehemaliger chilenischer Fußballspieler. Der Flügelstürmer spielte für Klubs in Chile und Bolivien.

## Karriere
Manuel Jesús Ortiz begann seine Karriere 1966 beim CD Huachipato. Mit dem Klub stieg er als Meister der Segunda División in die Primera División auf. 1971 wechselte der Offensivakteur zu den Santiago Wanderers, für die er zwei Jahre spielte.
Nur ein Jahr später wechselte Chueco, wie er auch genannt wurde, nach Bolivien zum Club The Strongest, wo er auf seinen ehemaligen Teamkollegen Adolfo Olivares aus Huachipato-Zeiten traf. Mit dem Klub aus La Paz gewann Ortiz 1974 die Meisterschaft. Zudem lief der Außenstürmer noch für den bolivianischen Klub CD Litoral auf.

## Erfolge
Huachipato
- Segunda División: 1966

The Strongest
- Liga de Fútbol Profesional Boliviano: 1974